# Симеонов, Валерий
Валерий Симеонов (болг. Валери Симеонов Симеонов; род. 14 марта 1955, Долни-Чифлик) — болгарский политик. Сопредседатель коалиции Объединённые патриоты. Вице-премьер правительства Болгарии с 4 мая 2017 года до 16 ноября 2018 года.

## Биография
Родился в Долни Чифлик в семье полковника запаса и учительницы.
Окончил Софийский технический университет.
В 1990-х годах основал кабельную сеть SKAT в городе Бургас. В то время, как это было принято в болгарских кабельных сетях, компания SKAT вскоре создала собственные телеканалы. Сеть кабельного телевидения в настоящее время является одним из основных конкурентов в юго-западной Болгарии.
Был связан с партией Атака через его Скат ТВ, но в ноябре 2009 года покинул партию и отозвал свою поддержку Волена Сидерова.
В мае 2011 года стал одним из учредителей партии партии Симеонова «Национальный фронт спасения Болгарии» (НФСБ).
В 2017 году был назначен главой Болгарского совета по интеграции этнических меньшинств, который занимается местными меньшинствами турок и цыган.
С 4 мая 2017 года занимал должность премьер-министра Болгарии в третьем правительстве Бойко Борисова, отвечающим за экономику и демографическую политику в составе Борисовского кабинета — до своей отставки 16 ноября 2018 года.
В марте 2018 года скандал и требований его выхода из коалиции вызвало его крайне резкое выступление с оценкой патриарха Московского Кирилла, бывшего с визитом в Болгарии в начале месяца, — как «агента Михайлова, второразрядного агента советского КГБ». Заявил, что не собирается извиняться за свои слова в адрес патриарха Кирилла